# Amanu (atolón)
Amanu también llamado Timanu o Karere es un atolón de las Tuamotu, en la Polinesia Francesa. Forma una comuna asociada a la comuna de Hao. Está situado en el centro y al este del archipiélago, a 15 km al norte del atolón de Hao.

## Geografía
El atolón tiene una forma ovalada, de 29 km de largo y 10 km de ancho. La superficie total es de 28 km². La laguna dispone de tres pasos al oeste. Al este hay unos peligrosos escollos para la navegación. La villa principal es Ikitake y la población total era de 195 habitantes en el censo de 2012. No dispone de infraestructuras significativas.

## Historia
Amanu fue descubierto la vigilia de Todos Santos de 1774, por José Andía y Varela que lo llamó Isla de las Ánimas. Fue cartografiado por Bellinghausen en 1820, bajo el nombre de Moller Island. También se ha conocido con el nombre de Freycinet.
En 1929 se encontraron los cañones de la carabela española San Lesmes perdida en 1526. Era la segunda expedición española a las Molucas comandada por García Jofre de Loaisa. Al salir del estrecho de Magallanes la carabela San Lesmes se perdió en el Pacífico. El investigador australiano Robert Langdon mantiene que la carabela encalló en Amanu, los tripulantes sobrevivieron e influyeron en la cultura de las islas vecinas. En el año 2000 se encontraron los restos del HMS Hercules, perdido en 1821.